# Brewster, New York
Brewster är en ort i Putnam County i delstaten New York, USA.

## Kända personer från Brewster
- Laura Branigan, sångare